# Осадца Аполінарій
Аполінарій Осадца (12 листопада 1916, с. Волощина, нині Тернопільського району Тернопільської області — 26 серпня 1997, Ґлен Спей, США) — український архітектор у США.

## Житєпис
Закінчив Бережанську гімназію, Львівську політехніку (1941). 1949 року опинився у США, там він став відомим архітектором. Працював, зокрема, у Нью-Йорку. За його проєктом створено багато будівель різного характеру, включаючи сакральні споруди. Особливо красивими є його українські храми, наприклад церква святого Георгія.
Член журі конкурсу на проєкт пам'ятника Шевченкові у Вашингтоні (1964).